# Lepidomuricea
Lepidomuricea is een geslacht van neteldieren uit de klasse van de Anthozoa (bloemdieren).

## Soorten
- Lepidomuricea ramosa (Thomson & Henderson, 1906)
- Lepidomuricea spicata (Thomson & Henderson, 1906)